# Noctilien

Logo

Als Noctilien werden die Nachtbuslinien im Großraum Île-de-France bezeichnet. Organisiert wird der Nachtbusverkehr vom für den ÖPNV zuständigen Aufgabenträger, dem Syndicat des transports d’Île-de-France, betrieben werden sie von der RATP und der SNCF und nehmen meist ihren Ursprung in Paris. Sie verkehren nach Betriebsschluss der Métro und der normalen Buslinien, etwa zwischen 0:30 und 5:30 Uhr.

## Geschichte

### Die Pariser Nachtbuslinien zwischen 1910 und 1987
Die ersten beiden Nachtbusse waren bereits 1910 unterwegs. Sie verkehrten zwischen den Pariser Markthallen im Quartier des Halles mit dem Rathaus des 18. Arrondissements im Norden der Stadt bzw. mit der Avenue de Clichy im Nordwesten. Aber bereits 1914 wurden die Linien wieder eingestellt.
1921 entstand dann das erste echte Netz mit 5 Linien, die von den großen Einfallsstraßen nach Paris wieder in das Quartier des Halles führten, wo viele Arbeiter bereits am frühen Morgen, noch vor Betriebsanfang der Busse und Metrolinien an der Arbeitsstelle sein mussten. Während des Zweiten Weltkriegs wurde radikal vereinfacht: es gab nur noch spezielle Verbindungsfahrten zu den Markthallen; die ersten Fahrten fanden ab 5 Uhr morgens statt.
Nach dem Zweiten Weltkrieg entstanden zwei verschiedene Nachtbusnetze: Zum einen das Netz für Fahrgäste und zum andern für den Transport der Betriebsangehörigen: Ab Juli 1947 wurde das H-Netz (Service des Halles, die Busse waren mit dem Buchstaben „H“ gekennzeichnet) geschaffen: Es war insbesondere für die zahlreichen Beschäftigten der Markthallen bestimmt, welche in der Regel um 5 Uhr ihre Arbeit aufnahmen. Die ersten Busse fuhren zwischen 3:55 Uhr und 4:30 Uhr an den Endstationen der Regionalzüge ab. Die seit 1949 existierende RATP, welche auch den Busverkehr verwaltete, verringerte im Jahr 1955 dieses Bus-Netz beträchtlich. Es blieben 13 Linien, auf welchen die Busse aus den umgebenden Gemeinden, bzw. von den Haupteinfallstoren in das Quartier des Halles fuhren. Die Betriebszeiten gingen von 1 Uhr bis 6 Uhr. Die Fahrten erfolgten im Stundentakt.
Nach dem Umzug des Großmarkts nach Rungis wurde 1969 eine Buslinie dorthin eingerichtet.
Ab 1948 gab es zusätzliche Fahrten, auf denen die RATP-Angestellten nach Arbeitsende nach Hause, bzw. vor Betriebsaufnahme an ihre Arbeitsstätte befördert wurden. Dies waren die sog. Transports du personnel (TP). Diese Busse befuhren nur die wichtigsten Strecken. Die Streckenführung konnte je nach Bedarf (=Wohnort der Fahrgäste) auch leicht variiert werden. Später durften auf den TP-Bussen auch andere Fahrgäste – nach Erwerb einer Fahrkarte – mitfahren. Mitte der 1990er Jahre waren ca. 40 % der Fahrgäste nicht bei der RATP beschäftigt.
1997/98 wurden die beiden Nachtbusnetze Noctambus und Transport du Personnel trotz Widerstands der Gewerkschaften vereinigt.
Mit der Bezeichnung busdenuit wurden zwei Linien geführt:
- Aéroport Roissy CDG – Châtelet – Juvisy – Corbeil-Essonnes RER
- Aéroport Roissy CDG – Châtelet – Versailles – St. Quentin en Yvelines – la Verrière

Die Busse ab Roissy fuhren von 0:00 Uhr bis 4:30 Uhr im Halb-Stunden-Takt und bedienten abwechselnd die eine und dann die andere Strecke. Ein Fahrschein Paris – Roissy kostete 8 Euro. Für die Gesamtstrecke Roissy – Corbeil-Essonnes wurden 13 Euro berechnet.

### Noctambus
Das 1987 ins Leben gerufene Noctambus-Netz wurde 1997 neu geordnet und bestand schließlich aus 18 Linien. Es waren (fast) alles Radiallinien, die vom Châtelet als zentralen Ausgangspunkt bis zu ca. 15 km weit in die nähere Umgebung von Paris führten. Drei Linien waren als Zweiglinien anderer Strecken zu sehen und begannen erst weiter außen. Die Linien waren mit Großbuchstaben A, B, C, ..., S, T, V bezeichnet, wobei nicht alle Buchstaben vergeben waren.
Die Liste der Noctambus-Linien nach der Restrukturierung von 1997:
| Linie | Verbindung                                                       | Neue Streckennummer im Noctilien-Netz |
| ----- | ---------------------------------------------------------------- | ------------------------------------- |
| A     | Paris Châtelet ↔ Bezons – Grand Cerf                             | N24                                   |
| B     | Paris Châtelet ↔ Gare d’Argenteuil RER                           | N52                                   |
| C     | Paris Châtelet ↔ Epinay-sur-Seine Lacépède                       | N51                                   |
| D     | Paris Châtelet ↔ Pierrefitte-Stains                              | N44                                   |
| E     | Paris Châtelet ↔ Aulnay-sous-Bois Garonor                        | N42                                   |
| F     | Paris Châtelet ↔ Gare de Chelles-Gournay RER                     | N23                                   |
| G     | Paris Châtelet ↔ Noisy-le-Grand Mont d’Est RER                   | N34                                   |
| H     | Paris Châtelet ↔ Nogent-Le-Perreux RER                           | N33 und N35                           |
| I     | Paris Porte d’Italie ↔ Athis-Mons ↔ Pyramide de Juvisy           | N31                                   |
| J     | Paris Châtelet ↔ Massy-Palaiseau RER                             | 21                                    |
| K     | Paris Châtelet ↔ Clamart – Georges Pompidou                      | N53 und N61                           |
| L     | Paris Châtelet ↔ Sous-Préfecture – Église de l’Haÿ-les-Roses     | N21 und N62                           |
| M     | Paris Châtelet ↔ Sucy-Bonneuil RER                               | N32                                   |
| P     | Paris Châtelet ↔ Garges-Sarcelles RER                            | N43                                   |
| R     | Paris Châtelet ↔ Chevilly-Larue – Marché international de Rungis | N22                                   |
| S     | Paris Porte d’Orléans ↔ Clamart – Georges Pompidou               | N62 und N63                           |
| T     | Nanterre – Boulevard de la Seine ↔ Pont de Neuilly               | N53                                   |
| V     | Pantin – Mairie RER ↔ Sevran-Livry RER                           | N41                                   |

Zum Schluss kostete eine Noctambus-Fahrkarte 2,70 Euro und berechtigte zu einer Fahrt mit einmaligem Umsteigen. Die Betriebszeiten gingen jede Nacht von 1 Uhr bis 5:35 Uhr.

## Der Noctilien

### Die neue Streckenangebot des Noctilien
Das Nachtbusnetz mit Namen Noctilien nahm in der Nacht vom 20. zum 21. September 2005 seinen Dienst auf. Die bisherigen Nachtbusnetze der RATP (Noctambus) und der SNCF (Bus de Nuit) wurde zu einem Netz zusammengefasst, wobei alle Noctambus-Linien – teilweise abgeändert – übernommen wurden. Dies ermöglichte die Schaffung neuer Linien mit einer verbesserten Linienführung, was den Erwartungen des Publikums besser entgegenkam.

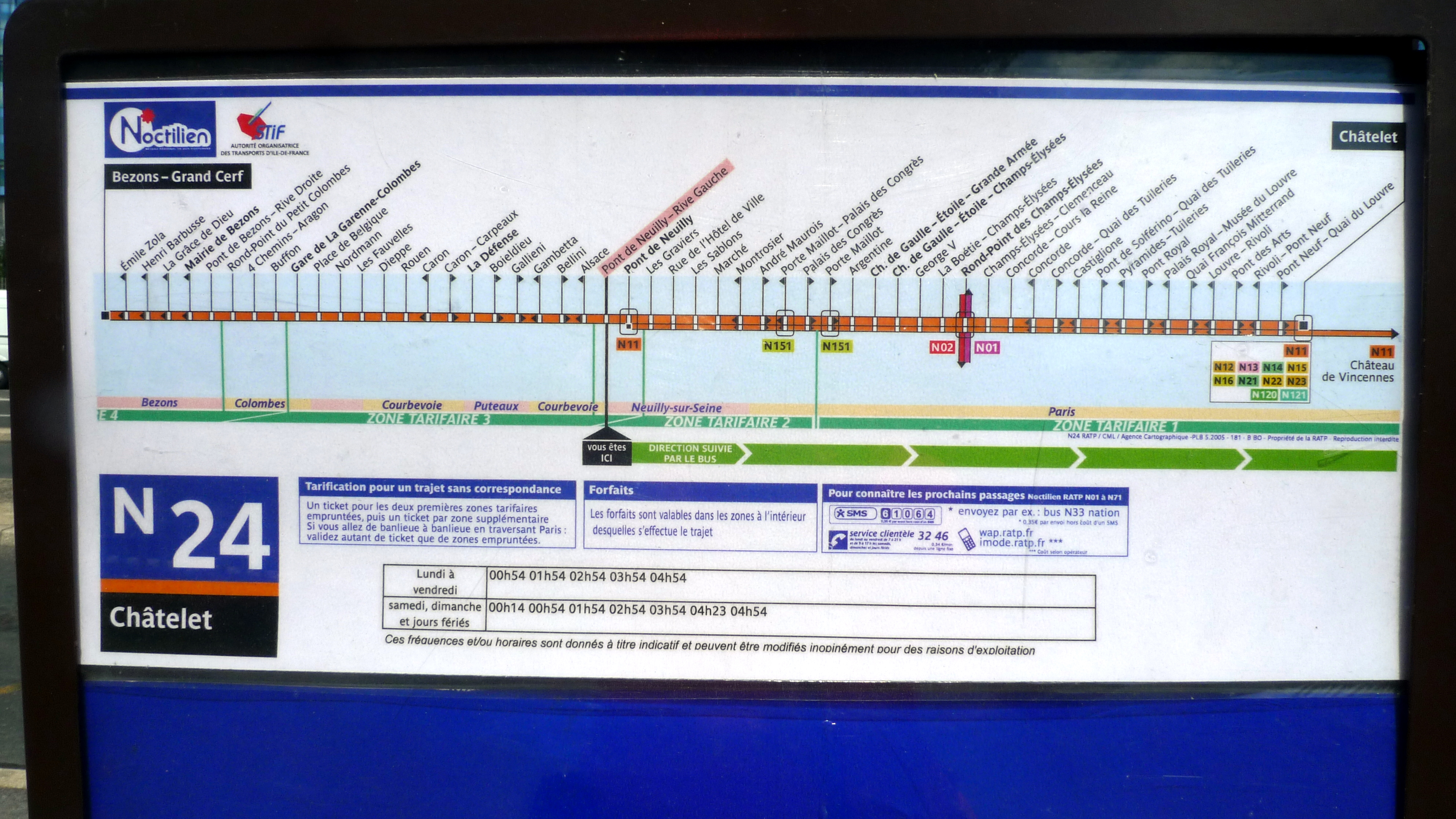
Streckentafel der Linie N24 (Haltestelle Pont de Neuilly – Rive Gauche); Mo–Fr: pro Nacht fünf Fahrten im Stundentakt

Insgesamt wurde das Streckenangebot in etwa verdoppelt, vor allem durch Linien, die weit ins Umland von Paris hinausfahren.
War das bisherige Nachtbusnetz allein auf die Station Châtelet zentriert, so hat das neue Netz innerhalb von Paris fünf zentrale Busbahnhöfe (nämlich Gare de Lyon, Gare de l’Est, Gare St-Lazare, Gare Montparnasse und Châtelet) von denen die Busse aus ihre Fahrten starten.

### Von Anfang an ein Erfolg
Vom Publikum wurde das neue Angebot von Anfang an gut angenommen: Innerhalb weniger Monate stieg die Zahl der Benützer um fast 50 %. Im Mai 2006 waren es mit 560 000 Reisenden sogar um 65 % mehr als im gleichen Monat des Vorjahres (d. h. vor Einführung des Noctilien). Innerhalb der ersten 6 Monate beförderten die Noctilien-Busse 2,6 Millionen Fahrgäste. Neben den Zeitkarten (Tages-, Wochen-, Monats bzw. Jahresgarten) waren nun auch die Einzelfahrkarten (das sog. Ticket t, bzw. sein Nachfolger das Ticket t+), welche auch für die Metro benützt werden können, gültig. Beim vorhergehenden Nachtbussystem Noctambus waren hingegen besondere Fahrkarten vorgeschrieben.

### 2006: Erste Erweiterung des Streckennetzes
Angetrieben durch den Erfolg der Neuordnung des Nachtbusverkehrs, wurde bereits im Sommer 2006 Erweiterungen des Streckennetzes beschlossen, welche zum Fahrplanwechsel im Dezember 2006 in Kraft traten: Die RATP bot 5 neue Linien an, 2 davon wurden aus technischen Gründen an Subunternehmen vergeben. Die SNCF fügte 3 weitere Strecken hinzu. Eine bereits bestehende Strecke wurde verlängert.

### 2009: Weitere Optimierungen des Netzes
Ohne neue Linien einzuführen, kam es Ende Juni 2009 zu einigen Änderungen im Streckennetz: auf manchen Strecken wurden zusätzliche Fahrten eingeschoben; die Linienführung wurde teilweise geändert, insbesondere auf Streckenabschnitten, welche von 2 Linien angefahren werden: hier wurde die eine Linie in bisher nicht bediente Stadtteile verlegt. Besonders lange Linien bzw. Linien mit komplexer Streckenführung wurden in 2 Linien aufgespalten. Andererseits kam es auch auf manchen Linien zu einer Verringerung der Zahl der Fahrten, bzw. zur Schließung einzelner Haltestellen.

### Die augenblickliche Netzgestaltung (2014)
Bei Einführung des Noctilien-Netzes waren es 35 Linien; seit 2009 sind es 47 Linien:
- Mit den Nummern N01 und N02 werden zwei Ringlinien betrieben, die innerhalb des Stadtgebiets von Paris alle großen Bahnhöfe anfahren (eine Linie fährt im Uhrzeigersinn, die andere im Gegenuhrzeigersinn),
- Hinter den Nummern N11 – N16 verbergen sich 6 Diagonallinien, welche zwei Vororte miteinander verbinden und welche unterwegs die Station Châtelet und mindestens einen weiteren zentralen Busbahnhof anfahren.
- 20 Linien (mit Nummern im Bereich von N21 bis N63) verbinden die zentralen Busbahnhöfe in Paris mit den stadtnahen Vorortgebieten und haben Haltestellen in allen Gemeinden, die sie berühren.
- 18 Linien (mit Nummern im Bereich von N122 bis N154) verbinden Paris mit dem weiter entfernten Umland.[4]

Es werden mehr als 200 Gemeinden der Ile de France bedient und pro Jahr werden mehr als 7 Millionen Buskilometer zurückgelegt.

### System der Linienbezeichnungen

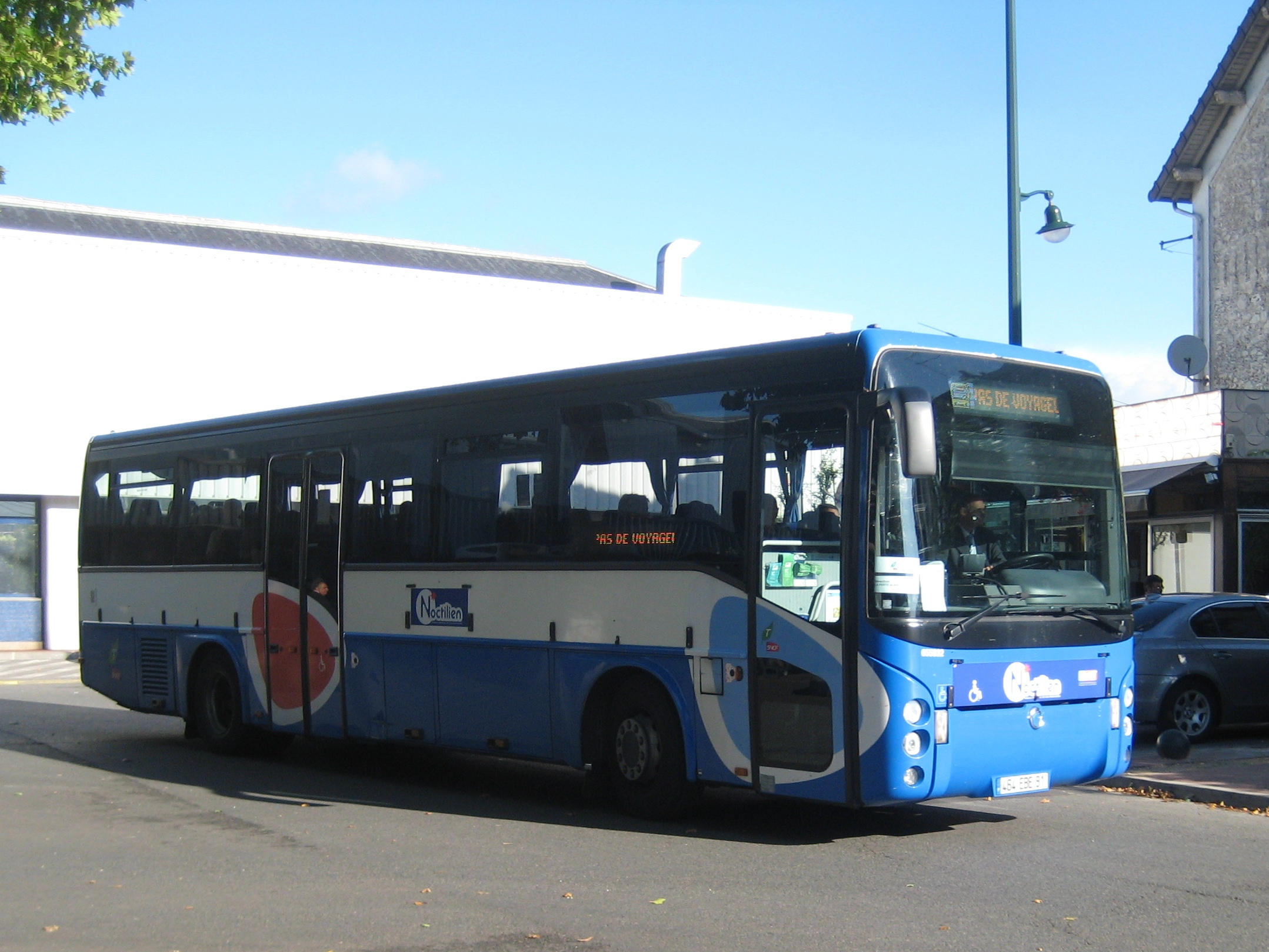
Ein Noctilien-Bus der Strecke Corbeil-Essonnes – La Ferté-Alais im August 2010

Die Bezeichnung der insgesamt 48 Linien folgt klaren und eindeutigen Nomenklaturregeln. Die Liniennummern sind zwei- oder dreistellig. Die dreistelligen Liniennummern beginnen mit einer 1: Dies zeigt an, dass der Bus auch in die weiter entfernten Vororte fährt. Diese Busse werden – bis auf zwei Ausnahmen – von der SNCF betrieben. Die Zehnerstelle der Liniennummer gibt Aufschluss über den Startpunkt der Linie in Paris.
Hier die Linien im Einzelnen (Stand: November 2023):
- N0x Ringlinie
  - N01 sog. Circulaire intérieure (im Uhrzeigersinn), Busse fahren etwa alle 14 Minuten, am Wochenende alle 6 Minuten; bedienen alle großen Bahnhöfe
  - N02 sog. Circulaire extérieure (im Gegenuhrzeigersinn), Busse fahren etwa alle 14 Minuten, am Wochenende alle 6–8 Minuten; bedienen alle großen Bahnhöfe
- N1x Linie verbindet zwei Vororte der nahen Peripherie miteinander und durchquert dabei Paris: N11 – N16;
  - N11: Pont de Neuilly – Château de Vincennes [Mo–Fr: 30-Minuten-Takt; Sa–So: 10-Minuten-Takt]
  - N12: Pont de Sèvres – Romainville-Carnot [Mo–Fr: ca. alle 35-45 Minuten; Sa–So: 10-Minuten-Takt]
  - N13: Mairie d’Issy – Bobigny-Pablo Picasso [Mo–Fr: 20-Minuten-Takt; Sa–So: 10-Minuten-Takt]
  - N14: La Croix de Berny RER – Mairie de Saint-Ouen [Mo–Fr: 30-Minuten-Takt; Sa–So: 9-Minuten-Takt]
  - N15: Villejuif-Louis Aragon – Asnières-Gennevilliers - Gabriel Péri [Mo–Fr: 30-Minuten-Takt; Sa–So: 10-Minuten-Takt]
  - N16: Pont de Levallois – Mairie de Montreuil [Mo–Fr: 22-Minuten-Takt; Sa–So: 10-Minuten-Takt]
- N2x bzw. N12x: Linie beginnt in Paris-Châtelet: N21 – N24; N122
  - N21: Châtelet – Hôpital de Longjumeau [Mo–Fr: 30-Minuten-Takt; Sa–So: 20-Minuten-Takt]
  - N22: Châtelet – Großmarkt Rungis – Flughafen Orly (Orly 4) – Juvisy RER [Mo–Fr: 20-Minuten-Takt; Sa–So: 20-Minuten-Takt]
  - N23: Châtelet – Chelles – Gournay RER [Mo–Fr: 30-Minuten-Takt; Sa–So: 20-Minuten-Takt]
  - N24: Châtelet – La Défense – Sartrouville RER [Mo–Fr: 30-Minuten-Takt, Sa–So: 20-Minuten-Takt]
  - N122: Châtelet – Saint-Rémy-lès-Chevreuse RER [Mo–Fr: 60-Minuten-Takt, Sa–So: 30-Minuten-Takt]
- N3x bzw. N13x: Linie beginnt am Gare de Lyon: N31–N35; N130–N135
  - N31: Gare de Lyon – Flughafen Orly (Orly 4) [Mo–Fr: 30-Minuten-Takt, Sa–So: 20-Minuten-Takt]
  - N32: Gare de Lyon – Boissy-Saint-Léger RER [Mo–Fr: 30-Minuten-Takt, Sa–So: 20-Minuten-Takt]
  - N33: Gare de Lyon – Villiers-sur-Marne RER [Mo–Fr: 30-Minuten-Takt, Sa–So: 20-Minuten-Takt]
  - N34: Gare de Lyon – Torcy RER [Mo–Fr: 30-Minuten-Takt; Sa–So: 20-Minuten-Takt]
  - N35: Gare de Lyon – Villiers-sur-Marne RER [Mo–Fr: 30-Minuten-Takt, Sa–So: 20-Minuten-Takt]
  - N130: Gare de Lyon – Marne-la-Vallée – Chessy RER (TGV - Disneyland Paris) [Mo–Fr: 4 Fahrten; Sa–So: 4-5 Fahrten]
  - N131: Gare de Lyon – Brétigny-sur-Orge RER [jede Nacht: 4 Fahrten, alle 60 Minuten]
  - N132: Gare de Lyon – Melun RER [Richtung Melun: Mo–Fr: 4 Fahrten, alle 60 Minuten; Sa–So: 6 Fahrten, alle 30-60 Minuten; Richtung Paris: jede Nacht 2 Fahrten]
  - N133: Gare de Lyon – Juvisy RER [jede Nacht: 4 Fahrten, alle 60 Minuten]
  - N134: Gare de Lyon – Combs-la-Ville RER [Richtung Combs-la-Ville: Mo–Fr: 4 Fahrten, alle 60 Minuten; Sa–So: 5 Fahrten, alle 30-60 Minuten; Richtung Paris: jede Nacht 3 Fahrten, alle 60 Minuten]
  - N135: Villeneuve-St-Georges – Corbeil-Essonnes (diese Linie beginnt nicht am Gare de Lyon; sondern fährt ab Villeneuve-St-Georges weiter nach außen)
- N4x bzw. N14x: Linie beginnt am Bahnhof Paris-Est: N41–N45; N140–N145 (außer N144 und N145)
  - N41: Gare de l’Est – Villeparisis – Mitry-le-Neuf RER [Mo–Fr: 30-Minuten-Takt; Sa–So: 20-Minuten-Takt]
  - N42: Gare de l’Est – Pantin Cimetière Parisien / Aulnay – Garonor [bis Le Bourget RER: Mo–Fr: 20-Min.-Takt; Sa–So: 15-Min.-Takt; bis Aulnay: Mo–Fr: 40-Min.-Takt; Sa–So: 30-Min.-Takt]
  - N43: Gare de l’Est – Mairie de Stains / Gare de Sarcelles – St-Brice [Mo–Fr: 20-Minuten-Takt; Sa–So: 15-Minuten-Takt]
  - N44: Gare de l’Est – Garges–Sarcelles RER [Mo–Fr: 20-Minuten-Takt; Sa–So: 15-Minuten-Takt]
  - N45: Gare de l’Est – Hôpital de Montfermeil [Mo–Fr: 20-Minuten-Takt; Sa–So: 15-Minuten-Takt]
  - N140: Gare de l’Est – Flughafen Roissy - Charles-de-Gaulle (Alle Terminals und Roissypole) [Richtung Roissy: Mo–Fr: 4 Fahrten, alle 60 Min.; Sa–So: 5 Fahrten, alle 30-60 Min.; Richtung Paris: jede Nacht 3 Fahrten, alle 60 Min.]
  - N141: Gare de l’Est – Gare de Meaux [jede Nacht: 4 Fahrten, alle 60 Minuten]
  - N142: Gare de l’Est – Tournan RER [jede Nacht: 5 Fahrten, alle 30-60 Minuten]
  - N143: Gare de l’Est – Flughafen Roissy - Charles-de-Gaulle (Alle Terminals und Roissypole; Direkte Linie über Autobahn) [jede Nacht: alle 30 Minuten, zusätzliche Fahrten im Juli und August]
  - N144: Gare de Lyon – Gare de Corbeil-Essonnes [Mo–Fr: 60-Minuten-Takt; Sa–So: 30-Minuten-Takt]
  - N145: Gare Montparnasse – La Verrière Gare – Gare de Rambouillet [Mo–Fr: 4 Fahrten bis La Verrière; Sa–So: 7 Fahrten bis La Verrière, 3 Fahrten weiter bis Rambouillet]
- N5x bzw. N15x: Linie beginnt am Bahnhof Paris-Saint-Lazare: N51–N53; N150–N154
  - N51: Gare Saint-Lazare – Gare d’Enghien [Mo–Fr: 30-Minuten-Takt; Sa–So: 20-Minuten-Takt]
  - N52: Gare Saint-Lazare – Gare de Cormeilles-en-Parisis [Mo–Fr: 30-Minuten-Takt; Sa–So: 20-Minuten-Takt]
  - N53: Gare Saint-Lazare – Nanterre – Anatole France [Mo–Fr: 30-Minuten-Takt; Sa–So: 20-Minuten-Takt]
  - N150: Gare Saint-Lazare – Cergy Le Haut RER [jede Nacht: 4 Fahrten, alle 70 Minuten]
  - N151: Gare Saint-Lazare – Gare de Mantes-la-Jolie [jede Nacht: 4 Fahrten, alle 60 Minuten]
  - N152: Gare Saint-Lazare – Cergy-Le Haut RER via Maisons Laffitte [jede Nacht: Richtung Cergy: 6 Fahrten, alle 30-60 Minuten; Richtung Paris: 4 Fahrten, alle 50-70 Minuten]
  - N153: Gare Saint-Lazare – Saint-Germain-en-Laye [jede Nacht: alle 60 Minuten]
  - N154: Gare Saint-Lazare – Gare de Montigny-Beauchamp [jede Nacht: 4 Fahrten, alle 70 Minuten]
- N6x: Linie beginnt am Bahnhof Paris-Montparnasse: N61–N63
  - N61: Gare Montparnasse – Clamart – Georges Pompidou [Mo–Fr: 30-Minuten-Takt; Sa–So: 20-Minuten-Takt]
  - N62: Gare Montparnasse – Marché International [Mo–Fr: 35-Minuten-Takt; Sa–So: alle 20-22 Minuten]
  - N63: Gare Montparnasse – Polytechnique Vauve [Mo–Fr: 30-Minuten-Takt; Sa–So: 20-Minuten-Takt]
  - N66: Gare Montparnasse – Gare de Chaville – Rive Droite [Mo–Fr: 30-Minuten-Takt; Sa–So: 20-Minuten-Takt]
- N7x: Linie verbindet die südlichen und östlichen Vororte von Paris, ohne Paris zu durchfahren:
  - N71: Marché International – Val de Fontenay RER [Mo–Fr: 26-Minuten-Takt; Sa–So: alle 18-20 Minuten] Diese Nachtlinie ersetzt teilweise die Expressbuslinie Trans-Val-de-Marne.

### Fahrgastzahlen 2000–2012
Angaben in Millionen Fahrgästen.
| Jahr        | 2000 | 2001 | 2002 | 2003 | 2004 |                      | 2005 | 2006 | 2007 | 2008 | 2009 | 2010 | 2011 | 2012 |
| ----------- | ---- | ---- | ---- | ---- | ---- | -------------------- | ---- | ---- | ---- | ---- | ---- | ---- | ---- | ---- |
| Noctambus   | 2,9  | 3,1  | 3,3  | 3,5  | 3,8  | Noctilien(RATP)      | 4,3  | 6,5  | 7,0  | 7,2  | 7,6  | ?    | ?    | ?    |
| Bus de Nuit | –    | 0.08 | 0,11 | 0,13 | 0,14 | Noctilien(SNCF)      | 0,29 | 0,55 | 0,74 | 0,85 | 0,87 | ?    | ?    | ?    |
| Gesamt      | 2,9  | 3,2  | 3,4  | 3,6  | 3,9  | Noctilien(insgesamt) | 4,6  | 4,5  | 7,0  | 7,2  | 7,6  | 8,0  | 8,4  | 8,4  |

Angaben in Millionen Fahrgästen.
Aus der Statistik für das Jahr 2009 ergibt sich außerdem, dass an den Wochentagen im Durchschnitt jede Nacht 19 000 Fahrgäste die Noctilien-Busse benutzen, an den Nächten vor dem Wochenende bzw. an den Wochenenden und Feiertagen wurden im Schnitt 31 000 Benützer gezählt. An besonderen Tagen (z. B. Sylvester bzw. Fête de la Musique) sind mit dem Noctilien 40 000 Fahrgäste unterwegs. Während der Woche sind 157 Fahrzeuge im Einsatz, am Wochenende sind es 224.

### RATP- und SNCF-Strecken
Im Jahr 2012 bestand das Noctilien-Netz aus 47 Linien. Die Linien mit zweistelliger Nummer und die Linien N122 und N153 – insgesamt sind es 31 Linien – werden von der RATP verwaltet.
16 Linien – alle dreistelligen Linien, mit Ausnahme von N122 und N153 – werden von der SNCF betrieben.
Die RATP-Strecken haben eine Gesamtlänge von 630 km, dort gibt es 1043 Haltestellen. Die SNCF-Strecken sind 720 km lang, an denen 208 Haltestellen liegen.